# Robert Walpole

Armorial of Walpole: Or, on a fesse between two chevrons sable three crosses crosslet of the field

Robert Walpole, Bá tước thứ nhất xứ Orford, KG, KB, PC (26 tháng 8 năm 1676 – 18 tháng 3 năm 1745), từ 1742 trở về trước với tên Sir Robert Walpole, là một chính khách của Anh và được coi là Thủ tướng Anh đầu tiên.
Mặc dù các ngày chính xác khởi đầu kỷ nguyên của ông còn gây tranh luận, giai đoạn 1721-1742 thường được sử dụng. Ông thống trị  Walpole–Townshend Ministry và Walpole Ministry và giữ kỷ lục là Thủ tướng phục vụ lâu nhất trong lịch sử nước Anh. Các nhà phê bình gọi hệ thống của ông là "Robinocracy." 
Speck nói rằng thời gian 20 năm làm Thủ tướng không bị gián đoạn của Walpole "Được coi là một trong những thành công quan trọng của lịch sử chính trị Anh.... Giải thích việc này thường nhấn mạnh về khả năng xử lý chuyên nghiệp của ông đối với hệ thống chính trị sau năm 1720, [và] sự pha trộn độc đáo của ông về quyền hạn còn sót lại của nhà vua với ảnh hưởng ngày càng tăng của các công dân.

### Tiểu sử
- "Walpole, Robert (WLPL695R)"[liên kết hỏng].A Cambridge Alumni Database.University of Cambridge.
- Aotes, Jonathan (April 2006), "Sir Robert Walpole after his Fall from Power, 1742–1745", History 91 (302): 218–230, doi:10.1111/j.1468-229x.2006.00364.x
- Browning, Reed (1975), The Duke of Newcastle, New Haven: Yale University Press, ISBN 0-300-01746-4 .
- Franklin, Colin (1993), Lord Chesterfield. His Character and ‘Characters’, Aldershot: Scolar Press, p. 114
- Hoppit, Julian.  A Land of Liberty?  England 1689–1727 (2000)
- Langford, Paul (1998), A Polite and Commercial People: England, 1727–1783, Oxford University Press
- Leadam, Isaac Saunders. Sir Robert Walpole – A Short Biography (1899) 60pp online
- Leadam, Isaac Saunders (1899), "Walpole, Robert (1676–1745)",  in Lee, Sidney, Dictionary of National Biography 59, London: Smith, Elder & Co, pp. 178–207
- O'Gorman, Frank. The Long Eighteenth Century: British Political and Social History 1688–1832 (1997)
- Speck, W.A.  Stability and Strife: England 1714–1760 (1977)
- Taylor, Stephen (January 2008) [2004], "Walpole,  Robert, first earl of Orford  (1676–1745)]", Oxford Dictionary of National Biography (online ed.), Oxford University Press, doi:10.1093/ref:odnb/28601  (Subscription or UK public library membership Lưu trữ ngày 29 tháng 4 năm 2013 tại Wayback Machine required.)
- Handley, Stuart; Rowe, M. J.; McBryde, W. H. (October 2007), "Pulteney, William, earl of Bath (1684–1764)", Oxford Dictionary of National Biography (online ed.), Oxford University Press, doi:10.1093/ref:odnb/22889  (Subscription or UK public library membership Lưu trữ ngày 29 tháng 4 năm 2013 tại Wayback Machine required.)